# Alejandro Guerra
Alejandro Abraham Guerra Morales (Caracas, 9 luglio 1985) è un ex calciatore venezuelano, di ruolo centrocampista.

## Carriera

### Nazionale
Viene convocato per la Copa América Centenario negli Stati Uniti.

## Palmarès

### Club

#### Competizioni nazionali
- Campionato brasiliano: 1

Palmeiras: 2018

#### Competizioni internazionali
- Coppa Libertadores: 1

Atletico Nacional: 2016